# Matrimonio igualitario en Zimbabue
Zimbabue no reconoce los matrimonios ni las uniones civiles entre personas del mismo sexo. La Ley de Matrimonio no reconoce el matrimonio entre personas del mismo sexo y las uniones civiles sólo están disponibles para parejas del sexo opuesto. La Constitución de Zimbabue prohíbe explícitamente los matrimonios entre personas del mismo sexo.

## Reconocimiento histórico de las relaciones entre personas del mismo sexo
Si bien muchas culturas zimbabuenses modernas practicaron históricamente la poligamia, no hay registros de matrimonios entre personas del mismo sexo, tal como se entiende desde una perspectiva occidental, que se hayan realizado en esas culturas. Sin embargo, existe evidencia de identidades y comportamientos que pueden ubicarse en el espectro LGBT. En la década de 1990, el investigador canadiense Marc Epprecht escribió sobre los matrimonios pederastas en el Zimbabue colonial. La evidencia oral contemporánea sugiere que las relaciones entre personas del mismo sexo eran "comunes" y "prevalecientes" en Zimbabue a principios del siglo XX, y una investigación de Epprecht estimó que entre el 70% y el 80% de los hombres en las minas tenían parejas sexuales masculinas. Fue durante este tiempo, a través de los complejos mineros y la influencia de la lengua zulú, que el término contemporáneo ngochani, que significa "homosexual", entró en el idioma shona.Estas relaciones diferían fuertemente de la comprensión occidental de los matrimonios entre personas del mismo sexo, ya que los hombres que contraían estos "matrimonios mina" continuaban casándose con mujeres y "se ajustaban, o parecían ajustarse, a las expectativas de género", y no se consideraban homosexuales o bisexuales, o "infiel a [sus] votos matrimoniales". Epprecht escribió además que "al permitir a los hombres inmigrantes conservar su salud y sus recursos contra las tentaciones de las mujeres [locales] [en las ciudades cercanas a las minas], los ngochani fortalecieron su capacidad para apuntalar matrimonios adecuados y fecundos [en casa]". Esta práctica desapareció gradualmente a medida que Zimbabue se modernizó y se expuso al cristianismo y la cultura occidental en el siglo XX.
Aunque están muy limítrofes, Sudáfrica y Zimbabue tienen historias políticas contrastantes en sus estados poscoloniales con respecto a los derechos LGBT. Mientras que el estado post- apartheid de Sudáfrica afianzó los derechos LGBT en su constitución y legalizó el matrimonio entre personas del mismo sexo en noviembre de 2006, convirtiéndolo en la primera nación africana y la quinta en el mundo en reconocer los matrimonios entre personas del mismo sexo, el estado post-independiente de Zimbabue se ha opuesto firmemente homosexualidad y uniones entre personas del mismo sexo. Los gays y lesbianas sufren una grave discriminación social y legal en Zimbabue, y a menudo huyen a Sudáfrica "para disfrutar de una mayor libertad".

### Situación jurídica
La Ley de Matrimonios (Shona: Mutemo weWanano;  ndebele septentrional: uMthetho woMtshado), promulgada en 2022 por el Parlamento de Zimbabue, define el matrimonio civil como "[ser] monógamo, es decir, es la unión legal de dos personas con exclusión de todas las demás y ninguna persona puede contraer cualquier otro matrimonio durante la subsistencia del matrimonio conforme a la ley general." Aunque no prohíbe explícitamente los matrimonios entre personas del mismo sexo, generalmente se refiere a los cónyuges casados como "hombre" y "mujer". Las uniones civiles, legalizadas con la aprobación de esta nueva ley en 2022, se definen explícitamente como aquellas entre "un hombre y una mujer" que son mayores de dieciocho años y han convivido juntos de forma doméstica genuina sin estar legalmente casados. Sin embargo, el artículo 78 de la Constitución de Zimbabue contiene una prohibición explícita de los matrimonios entre personas del mismo sexo: 

Las personas del mismo sexo tienen prohibido casarse entre si.

Esta prohibición se introdujo en 2013 tras la adopción de una nueva constitución. La constitución anterior promulgada en 1980 no contenía tal prohibición.  La nueva constitución fue presentada al Parlamento el 5 de febrero de 2013 y posteriormente aprobada en referéndum el 16 de marzo de 2013. El Parlamento lo aprobó el 9 de mayo y el presidente Robert Mugabe lo promulgó el 22 de mayo de 2013.

## Actuación religiosa
La Iglesia Católica se opone al matrimonio entre personas del mismo sexo y no permite que sus sacerdotes oficien dichos matrimonios.En diciembre de 2023, la Santa Sede publicó Fiducia supplicans, una declaración que permite a los sacerdotes católicos bendecir a las parejas que no se consideran casadas según las enseñanzas de la Iglesia, incluida la bendición de las parejas del mismo sexo.Sin embargo, la Conferencia de Obispos Católicos de Zimbabue emitió una declaración el 22 de diciembre según la cual "a nivel local, muchos católicos y aquellos que admiran a la Iglesia católica están haciendo preguntas y preguntándose si la declaración marca un cambio de paradigma en la doctrina de la Iglesia sobre el matrimonio.Si bien apreciamos mucho la declaración y la orientación que brinda sobre las bendiciones, también somos sensibles a la ansiedad y confusión que ha surgido. Nos gustaría reiterar que la declaración no se trata del cambio de la doctrina sobre el matrimonio y tampoco lo es. Se trata de una aprobación de las uniones entre personas del mismo sexo en la Iglesia. Se trata de bendiciones. Por respeto a la ley del país, a nuestra cultura y por razones morales, instruimos a los pastores a desistir de acciones que puedan considerarse una bendición para las uniones de personas del mismo sexo., lo que genera confusión e incluso escándalo a nuestro pueblo".